# Bussière-Badil
Bussière-Badil, okzitanisch Bussiera Badiu, ist eine französische Gemeinde mit 372 Einwohnern (Stand 1. Januar 2022) im Département Dordogne in der Region Nouvelle-Aquitaine (vor 2016 Aquitanien). Sie gehört zum Arrondissement Nontron und zum Kanton Périgord Vert Nontronnais. Zuständiger Gemeindeverband ist die Communauté de communes du Périgord Nontronnais. Die Einwohner werden als Bussiérois bzw. Bussiéroises bezeichnet.

## Etymologie
Das Französische Bussière, Okzitanisch Bussiera, ist abgeleitet vom Lateinischen buxaria (von buxus mit Suffix -aria), Französisch buis, und bedeutet Buchsbäume. Badil ging aus dem okzitanischen Badiu oder (A)badiu hervor, was Abtei bedeutet. Eine andere Interpretation geht vom germanischen Eigennamen Baidilo aus.

## Geographie

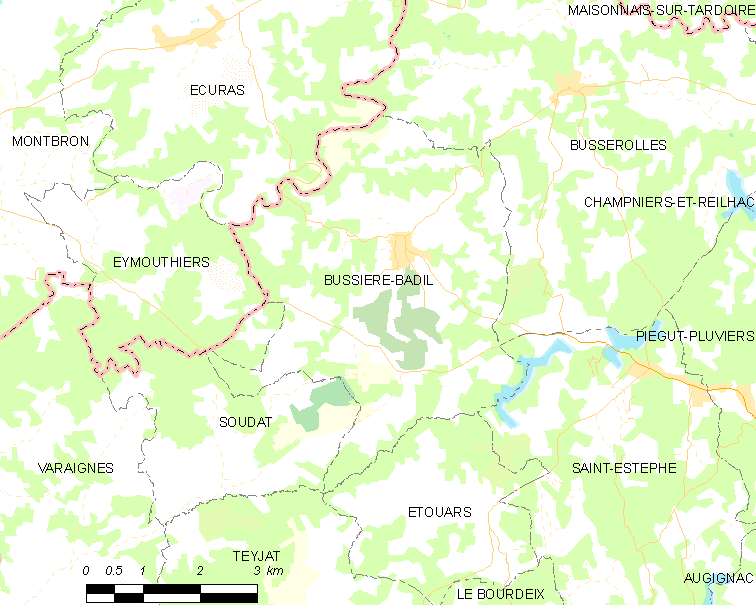
Lagekarte von Bussière-Badil

Bussière-Badil ist Grenzgemeinde zum Département Charente. Sie wird von folgenden sieben Nachbargemeinden umgeben:
| Écuras (Charente)      | Busserolles                                 | Busserolles   |
| Eymouthiers (Charente) | Kompassrose, die auf Nachbargemeinden zeigt | Busserolles   |
| Teyjat, Soudat         | Étouars                                     | Saint-Estèphe |

Zum Gemeindegebiet gehören folgende Weiler, Gehöfte, Ziegeleien, Mühlen und Geländepunkte: Bellevue, Chanedière, Chez Jeamot, Chez Jean Faure, Chez Jouanny, Chez l’Âge, Chez le Rat, Chez Marot, Clos Tord, Croix de l’Autel, Étapeau, Fonchy, Froidefont, La Bourgeade, La Croix des Granges, La Jarthe, La Plaine, La Tonnelle, La Tuilerie, La Voisine, Le Bas Pinlot, Le Genêt, Le Haut Pinlot, Le Petit Genêt, Le Panthéon, Le Pinier, Le Poueix, Le Trieux, Les Granges, Les Margues, Les Pavillons, Les Petits Bois, Les Picadis, Les Tuilières, Montouleix, Moulin de Valette, Panivol, Sabeyrol, Tartou und Valette.
Der topographisch tiefste Punkt der Gemeinde mit 125 Metern über N.N. befindet sich an der Tardoire im Westen, der höchste Punkt mit 292 Metern über N.N. liegt bei La Tuilerie im Süden. Die maximale Höhendifferenz beträgt 167 Meter. Der Ortskern befindet sich auf 189 Meter Meerhöhe.

### Verkehrsanbindung
Die Gemeinde Bussière-Badil liegt isoliert abseits größerer Verkehrsachsen, rund acht Kilometer von Piégut-Pluviers im Osten und elf Kilometer von Montbron im Westen entfernt. Über die D 3 und die D 91 E hat sie Anschlüsse zur südlich vorbeiziehenden D 91 einerseits, welche Piégut-Pluviers mit Montbron verbindet, und über die D 90 E 1 zur etwas entfernteren D 699 im Norden andererseits, der Verbindungsstraße von Saint-Mathieu nach Montbron. Über die D 90 lässt sich der Nachbarort Busserolles erreichen.

### Fernwanderweg
Durch Bussière-Badil verläuft der GR-Fernwanderweg GR 4 von Royan nach Limoges und weiter nach Grasse.

### Bodenbedeckung

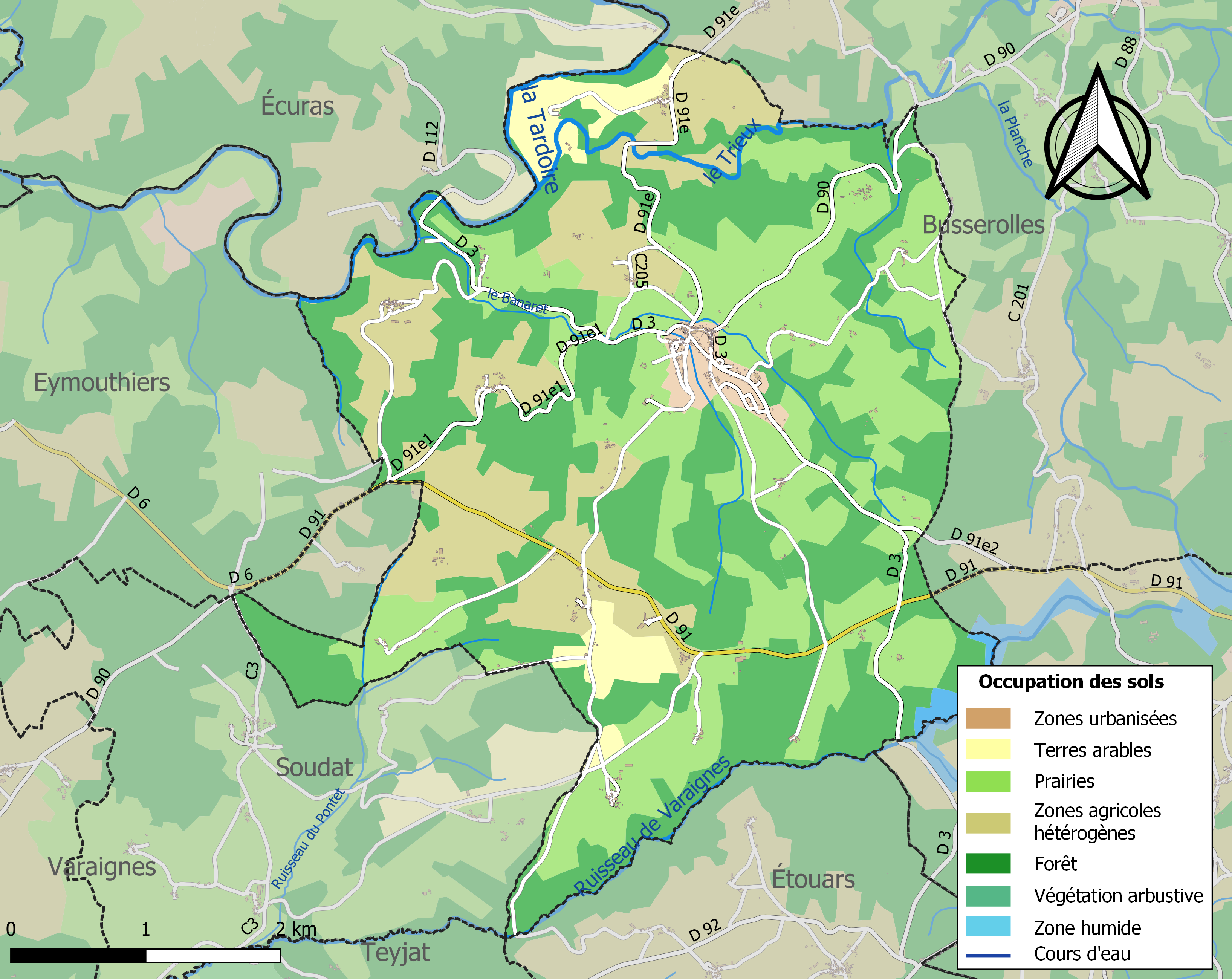
Bodenbedeckung in Bussière-Badil

Die Bodenbedeckung der Gemeinde Bussière-Badil schlüsselt sich im Jahr 2018 gemäß der europäischen Datenbank CORINE Land Cover (CLC) wie folgt auf:
- Wälder – 42,6 %
- heterogene landwirtschaftliche Nutzung – 18,1 %
- Wiesen – 33,1 %
- Ackerland – 3,9 %
- städtebaulich beansprucht – 1,8 %
- Wasserläufe – 0,5 %.

Die landwirtschaftliche Nutzung (bestehend aus heterogener Landwirtschaft inklusive Wiesen und Ackerland) steht 2018 im Vordergrund. Sie ist mit 55,1 % gegenüber 1990 (55,5 %) nur minimal zurückgegangen.

## Klima
Bussière-Badil besitzt ein abgeschwächtes ozeanisches Klima, das sich durch folgende Parameter auszeichnet:
| Klimaparameter im Zeitraum 1971-2000 - Jahresmittel: 12,0 °C - Anzahl der Tage unter −5 °C: 2,6 - Anzahl der Tage oberhalb 30 °C: 6,5 - Maximum im Tages-Temperaturunterschied: 14,9 °C - Jahresniederschlag: 1058 mm - Niederschlagstage im Januar: 12,7 - Niederschlagstage im Juli: 7,5 |

Durch den Klimawandel zeichnen sich Erhöhungen im Jahresmittel ab, die sich bereits auch bemerkbar machen. So ist beispielsweise an der 55 Kilometer entfernten Wetterstation am Flughafen von Limoges-Bellegarde das langjährige Jahresmittel von 11,2 °C für 1971-2000 über 11,4 °C für 1981-2010 auf 11,8 °C für 1991-2020 angestiegen – ein Zuwachs um 0,6 °C innerhalb von 20 Jahren.

## Hydrographie

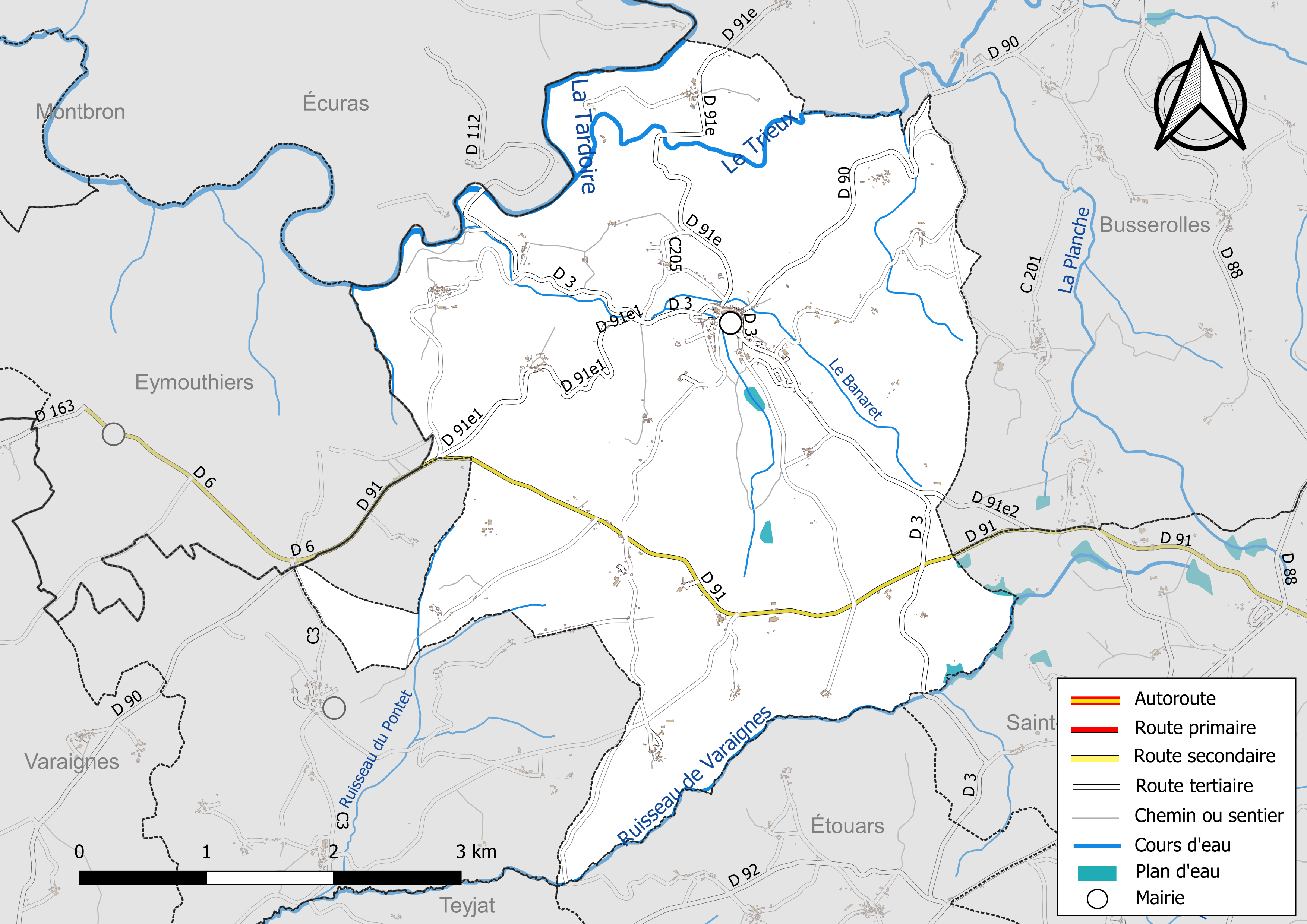
Hydrographische Karte von Bussière-Badil

Bussière-Badil liegt am Banaret, einem kleinen linken Nebenfluss der Tardoire. Weiter nördlich fließt der Trieux durch das Gemeindegebiet, ebenfalls ein linker Nebenfluss der Tardoire. Banaret und Trieux entwässern in westliche Richtung. Im Nordwesten reicht die Gemeinde an die südwestwärts fließende Tardoire heran, Grenzfluss zum Département Charente. Die Südgrenze des Gemeindegebiets wird vom Ruisseau de l'Étang d'Assat markiert, der nach Südwesten abfließt und als Ruisseau de Varaignes als rechter Nebenfluss unterhalb von Varaignes in den Bandiat mündet. Der Höhenrücken im Süden von Bussière-Badil bildet somit die Wasserscheide zwischen den Einzugsgebieten von Tardoire und Bandiat.
Bandiat und Tardoire gehören beide zum Flusssystem der Charente.
Das Entwässerungsnetz in der Gemeinde Bussière-Badil hat eine Gesamtlänge von 19 Kilometer.

## Geologie

Geologische Karte von Bussière-Badil

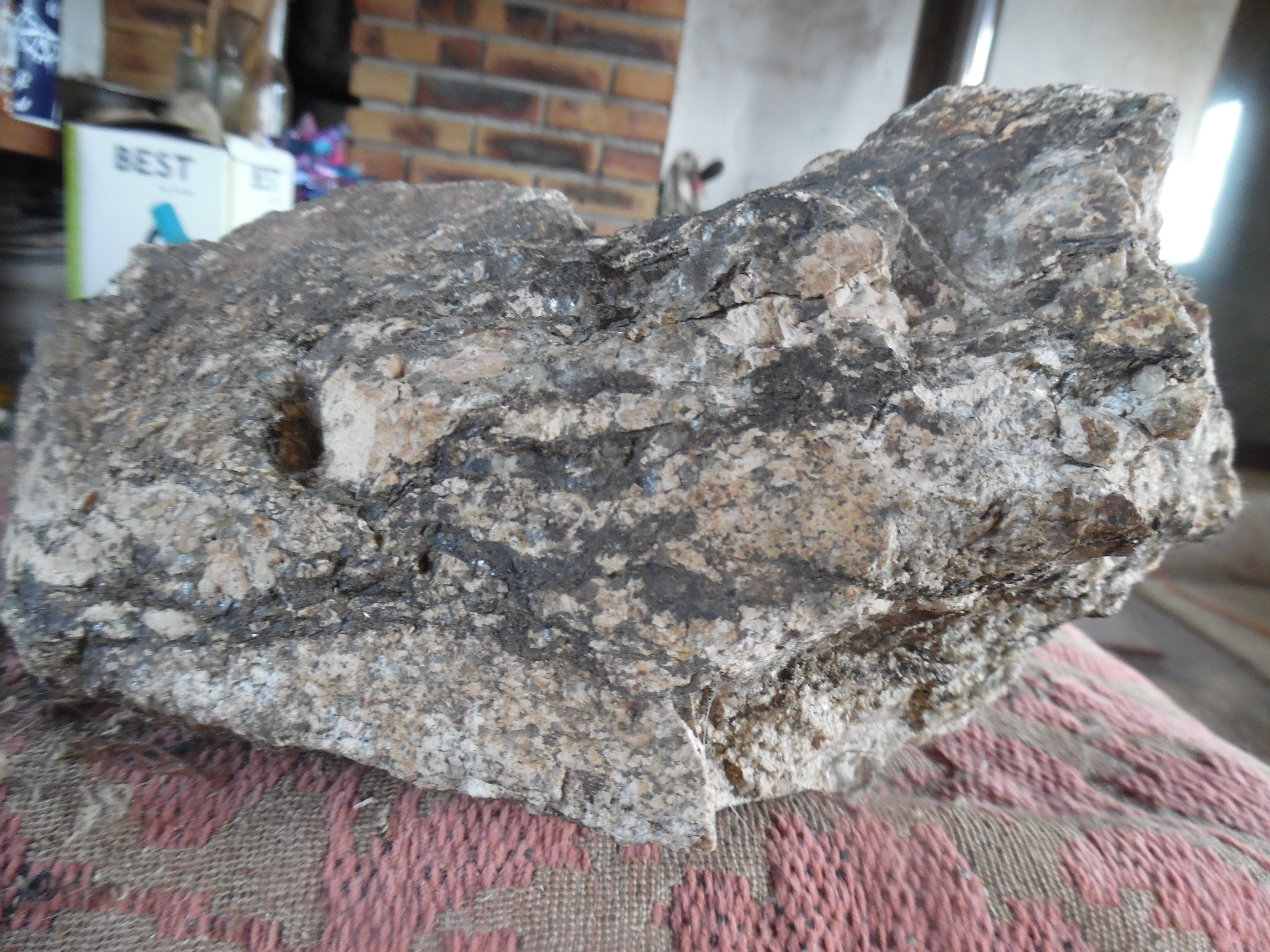
Metatexit von Bussière-Badil

Das Gemeindegebiet von Bussière-Badil wird im Wesentlichen von Gesteinen des variszischen Grundgebirges des nordwestlichen Massif Centrals unterlagert, hauptsächlich Paragneise und Metatexite. Am äußersten Ostrand steht auch noch der Piégut-Pluviers-Granodiorit in seiner grobkörnigen Normalfazies an (γ3M).
Die Paragneise und Metatexite streichen generell Nordost-Südwest und fallen mit 30 bis 70 Grad nach Nordwesten ein. Sie zeigen zunehmenden Metamorphosegrad gegen Nordwesten. Südlich von Bussière-Badil liegen die Metamorphite noch als plagioklasführende Paragneise vor, enthalten aber ab Bussière-Badil gen Nordwest zunehmend anatektische Granitlinsen und müssen daher als Metatexite angesehen werden. Am Nordwestrand des Gemeindegebietes gehen diese Linsen schließlich in hektometrische Leukogranitzüge über, die in ihrem Chemismus eine enge Verwandtschaft zum Saint-Mathieu-Leukogranit in seiner mittelkörnigen Fazies als Champniers-Reilhac-Leukogranit (γ2) aufweisen (Züge bei Tartou und Le Trieux). Graphitreiche Schiefer (gra) erscheinen südlich des Ortskerns ebenfalls als Züge konkordant in den Paragneisen, so unterhalb vom Friedhof und bei La Tonnelle.
Störungen im Grundgebirge folgen vorwiegend der Nordnordost-, der Nordnordwest- und der Nordostrichtung.
Unterhalb von La Bourgeade sind am Südhang des Ruisseau de l’Étang d'Assat im äußersten Süden des Gemeindegebietes Sedimentgesteine des Lias aufgeschlossen, die hier über Metatexite des Grundgebirges transgredieren. Letztere enthalten einen Nordost-streichenden Mikrogranitgang sowie in seiner Verlängerung nach Nordost entlang einer Störungszone ein kleines Vorkommen von Leptynitgneis.
Die Sedimente gehören zur Schichtenfolge des Aquitanischen Beckens, es handelt sich hierbei um Schichten aus dem Hettangium (l1-4) sowie um einen zweiten transgressiven Zyklus, der den Zeitraum Pliensbachium bis Aalenium repräsentiert (l5-9) und bis zu etwa 10 Meter mächtig wird. Das bis zu 20 Meter mächtige Hettangium beginnt mit einem Basiskonglomerat und groben Arkosen und nimmt anschließend einen dolomitischen Charakter an. Das Pliensbachium ist eine dolomitische Brekzie in sandiger Matrix, das Toarcium besteht aus blaugrauen Mergeln und das Aalenium aus einem braunen, eisenhaltigen Dolomit.
Der topographische Höhenrücken (Wasserscheide) südlich von Bussière-Badil bei Les Tuilières besteht in seinem oberen Abschnitt aus einem tertiären, alluvialen Schuttfächer (Formation H-F), der aus Sanden und Kiesen aufgebaut ist und über die unterlagernden Formationen transgrediert.
Die anschließenden Hanglagen im Südwesten werden meist von pleistozänen Lockersedimenten (aus dem tertiären Schuttfächer hervorgegangenes Kolluvium) maskiert (Formation HC).
In den Talauen der Tardoire und des Trieux wurden nacheiszeitliche, holozäne Flusssande mit kleinen Quarz- und
Grundgebirgsgeröllen abgelagert (Formation Fy-z).

## Ökologie und Umwelt

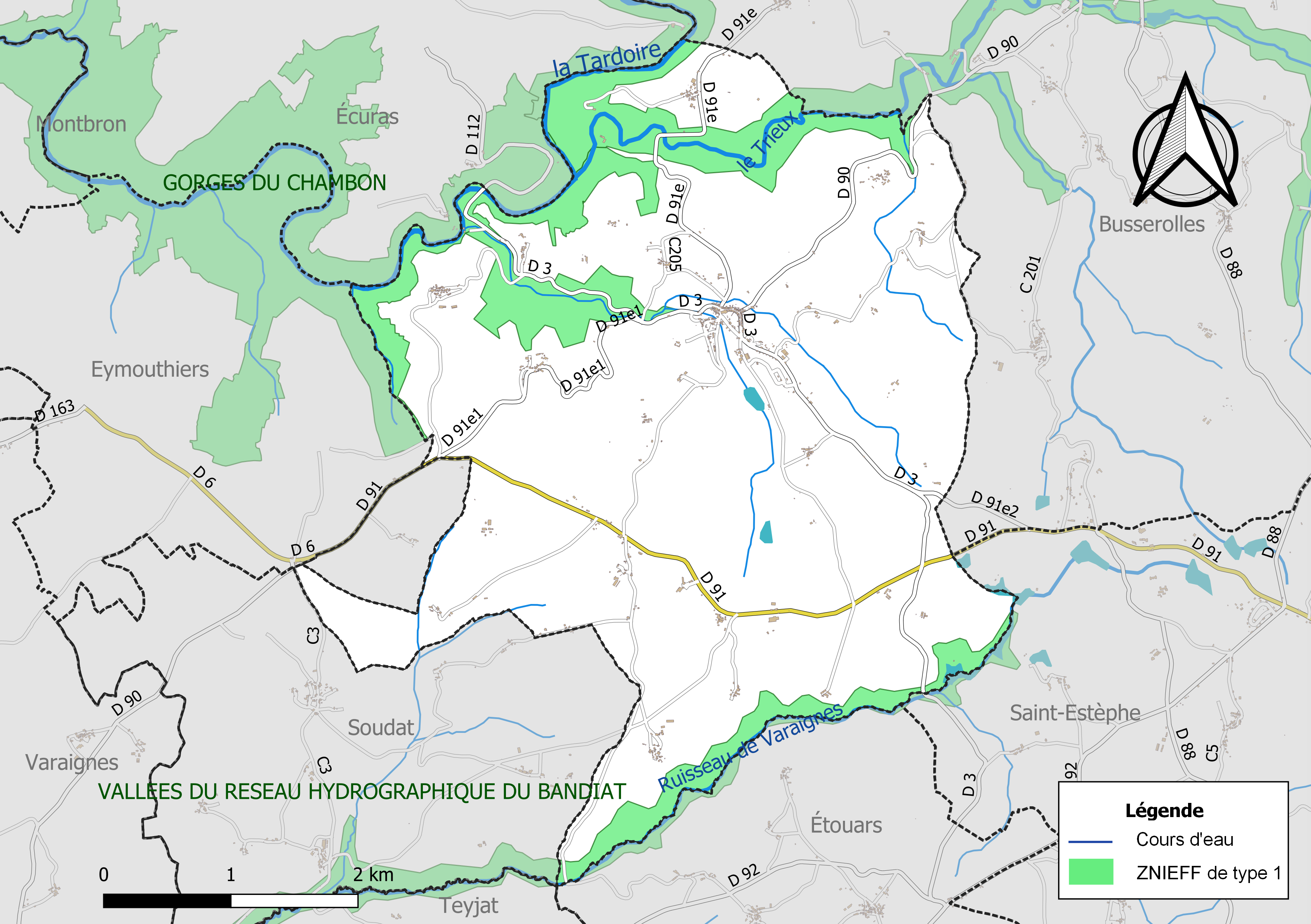
Schutzgebiete des Typus 1

### Naturpark
Die Gemeinde Bussière-Badil ist seit 1998 integraler Bestandteil des Regionalen Naturparks Périgord-Limousin.

### Schutzgebiete
Die Talungen der Tardoire und ihrer beiden rechten Nebenflüsse Trieux und Banaret zeichnen sich durch ihre reichhaltige Flora und ihre Wassergüte aus und bilden daher ein ökologisches Schutzgebiet. Dieses wird im Französischen unter dem Titel Vallées du réseau hydrographique de la Tardoire et du Trieux als kontinentale ZNIEFF (Zone naturelle d'interêt écologique, faunistique et floristique) des Typus 1 eingestuft. Vorhanden sind nahezu 40 Pflanzenarten, von denen vier als kennzeichnend gelten: Moschuskraut Adoxa moschatellina, Gefingerter Lerchensporn Cordyalis solida, Wiesenrauten-Muschelblümchen Isopyrum thalictroides und Atlantisches Hasenglöckchen Hyacinthoides non-scripta.
Auch das Tal des Ruisseau de l’Étang d'Assat im Süden ist wegen seiner spezifischen Flora unter der Bezeichnung Vallées du réseau hydrographique du Bandiat als Schutzgebiet ausgewiesen. Verzeichnet sind über 100 Pflanzenarten mit Großer Odermennig (Agrimonia procera) und Atlantisches Hasenglöckchen (Hyacinthoides non-scripta) als Indikatorpflanzen.

## Geschichte
Beim Weiler Petits Bois finden sich Überreste einer gallorömischen Villa. Im Jahr 768 wird zum ersten Mal ein Benediktinerpriorat im Ortskern erwähnt. Die romanische Kirche Notre-Dame-de-la-Nativité geht auf das Jahr 1088 zurück; sie war Teil der damals in Bussière-Badil bestehenden Benediktinerabtei. Im 16. Jahrhundert stand im Ort auch ein Wehrschloss (Logis de Belleville oder Maison forte de Belleville), dessen Donjon noch erhalten geblieben ist. Von der Befestigung sind noch zwei Warten zu erkennen.

## Bevölkerungsentwicklung
| Bevölkerungsentwicklung in Bussière-Badil | Bevölkerungsentwicklung in Bussière-Badil | Bevölkerungsentwicklung in Bussière-Badil | Bevölkerungsentwicklung in Bussière-Badil |
| ----------------------------------------- | ----------------------------------------- | ----------------------------------------- | ----------------------------------------- |
| Jahr                                      | Einwohner                                 | Einwohnerdichte                           |                                           |
| 1962                                      | 645                                       | 33/km²                                    |                                           |
| 1968                                      | 584                                       | 30/km²                                    |                                           |
| 1975                                      | 595                                       | 30/km²                                    |                                           |
| 1982                                      | 540                                       | 27/km²                                    |                                           |
| 1990                                      | 530                                       | 27/km²                                    |                                           |
| 1999                                      | 523                                       | 26/km²                                    |                                           |
| 2004                                      | 517                                       | 26/km²                                    |                                           |
| 2006                                      | 514                                       | 26/km²                                    |                                           |
| 2008                                      | 483                                       | 24/km²                                    |                                           |
| 2009                                      | 468                                       | 24/km²                                    |                                           |
| 2013                                      | 423                                       | 21/km²                                    |                                           |
| 2014                                      | 402                                       | 20/km²                                    |                                           |
| 2015                                      | 402                                       | 20/km²                                    |                                           |
| 2017                                      | 391                                       | 20/km²                                    |                                           |
| 2019                                      | 374                                       | 19/km²                                    |                                           |
| 2020                                      | 373                                       | 19/km²                                    |                                           |

Quelle: INSEE
Die Einwohnerzahlen sind seit 1962 generell rückläufig, mit einer zwischenzeitlichen leichten Trendumkehr zwischen 1968 und 1975.

## Kultur

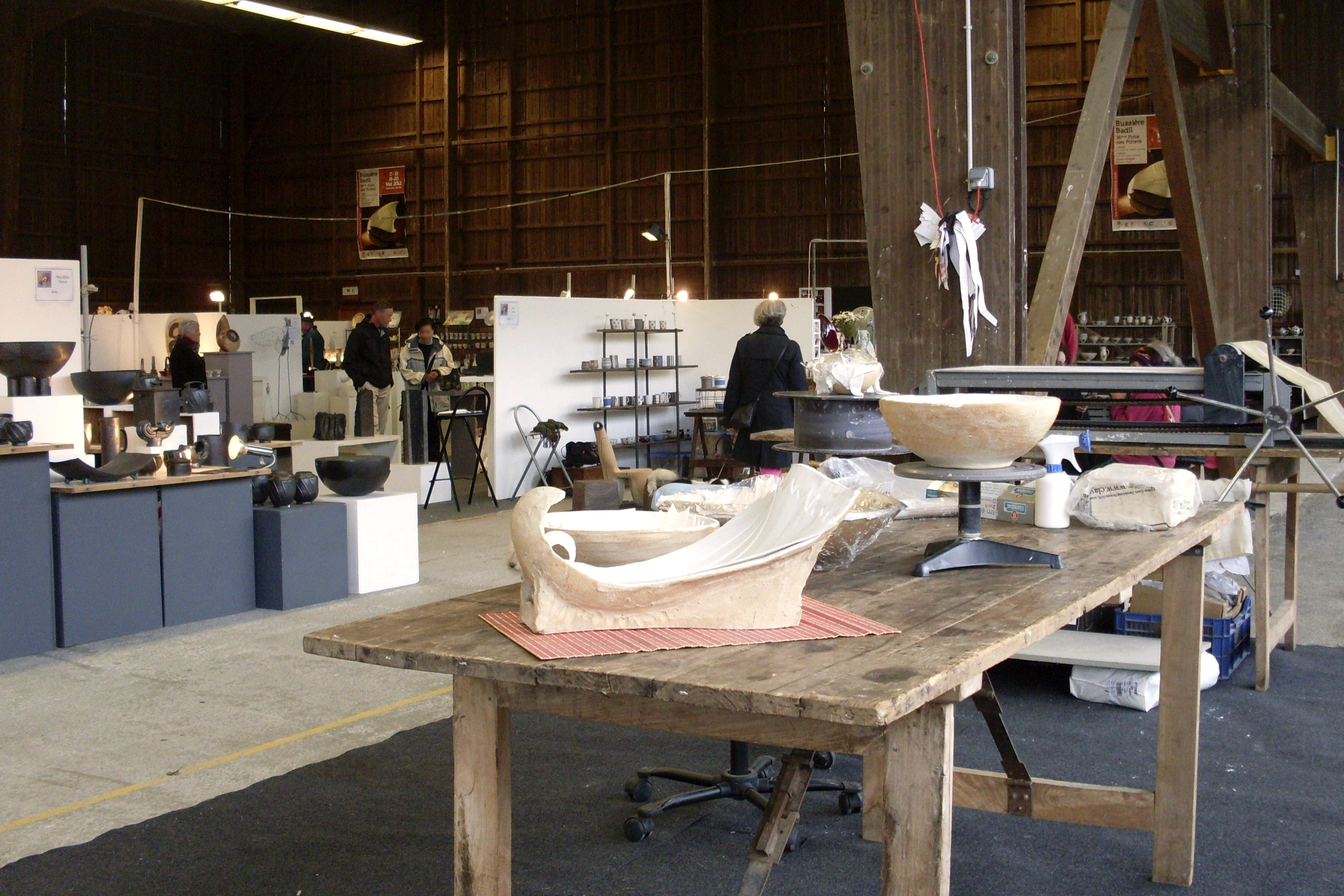
Der Töpfermarkt im Jahr 2012

Im Jahr 2016 fand im Mai zum 40. Mal der jährliche Töpfermarkt statt, auf dem immer eine große Zahl von Töpfern und Keramikern ihre Erzeugnisse ausstellen.

## Wirtschaft

### Beschäftigung
Im Jahr 2015 betrug die erwerbsfähige Bevölkerung zwischen 15 und 64 Jahren 138 Personen, d. h. 34,3 % der Gesamtbevölkerung. Die Zahl der Arbeitslosen ist gegenüber 2010 von 14 auf 24 angestiegen, die Arbeitslosenquote beträgt jetzt 17,4 % der Erwerbstätigen.

### Unternehmen
Am 31. Dezember 2015 waren in der Gemeinde 57 Unternehmen ansässig, davon 27 im Sektor Handel, Transport und Dienstleistungen, 13 in der Landwirtschaft, Forst und Fischerei, 7 im Sektor Verwaltung, Bildung, Gesundheit und Soziales, 5 im Bauwesen und 5 in der Industrie.

## Sehenswürdigkeiten
- Die romanische Kirche Notre-Dame-de-la-Nativité aus dem 12. Jahrhundert. Der bis ins 14. Jahrhundert hinein erweiterte Kirchenbau weist eine bemerkenswerte Westfassade auf, die von der Stilrichtung des Limousins beeinflusst ist. Die vollständige Restaurierung des Bauwerks wurde nach 15-jähriger Arbeitszeit 2007 abgeschlossen. Die Kirche ist seit 1862 als Monument historique eingeschrieben.
- Die Überreste zweier Schlösser.
- Das Wehrschloss Logis de Belleville, das der Prior der Benediktinerabtei im Jahr 1514 erbauen ließ.

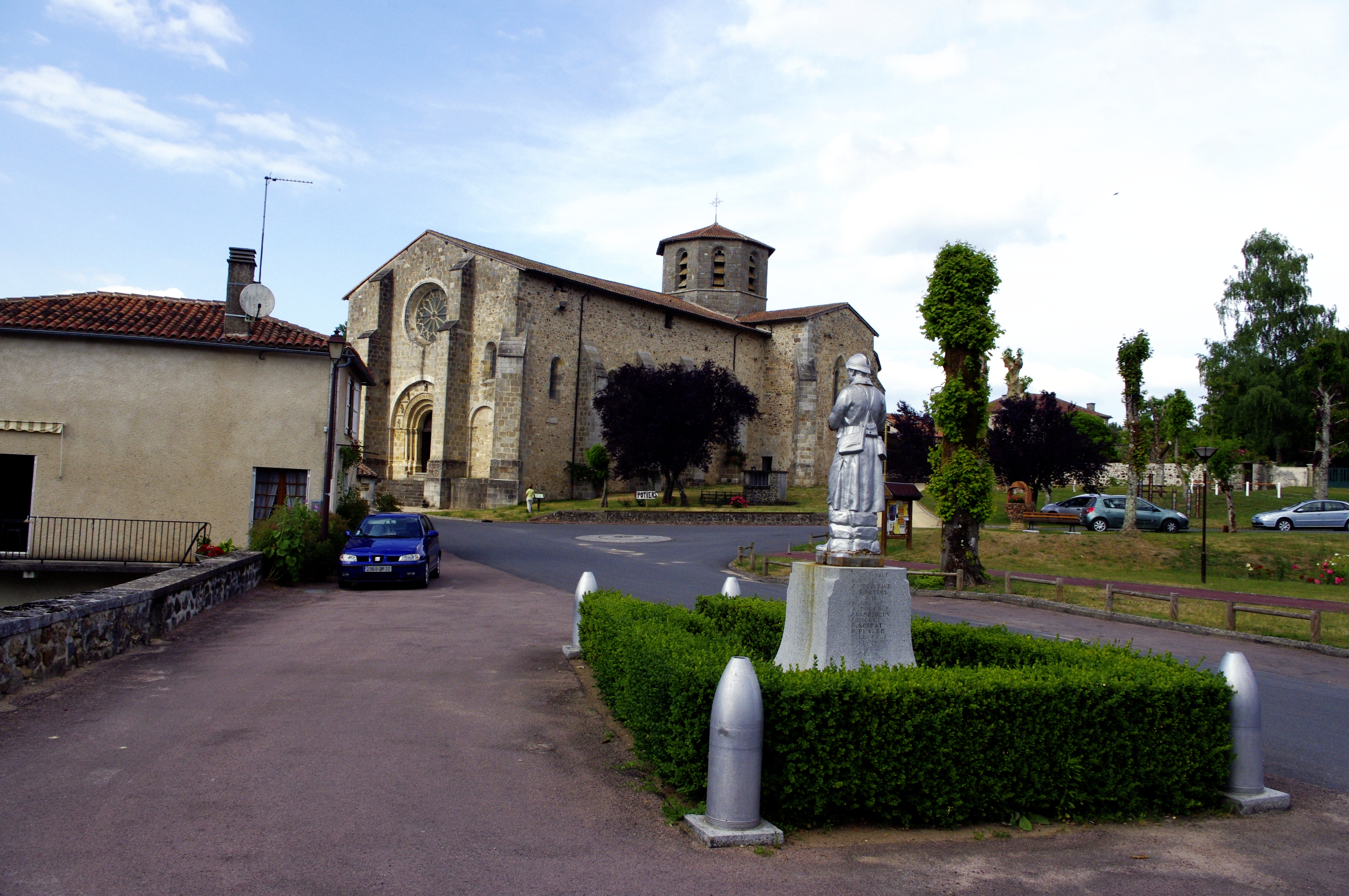
Kriegerdenkmal und Notre-Dame-de-la-Nativité
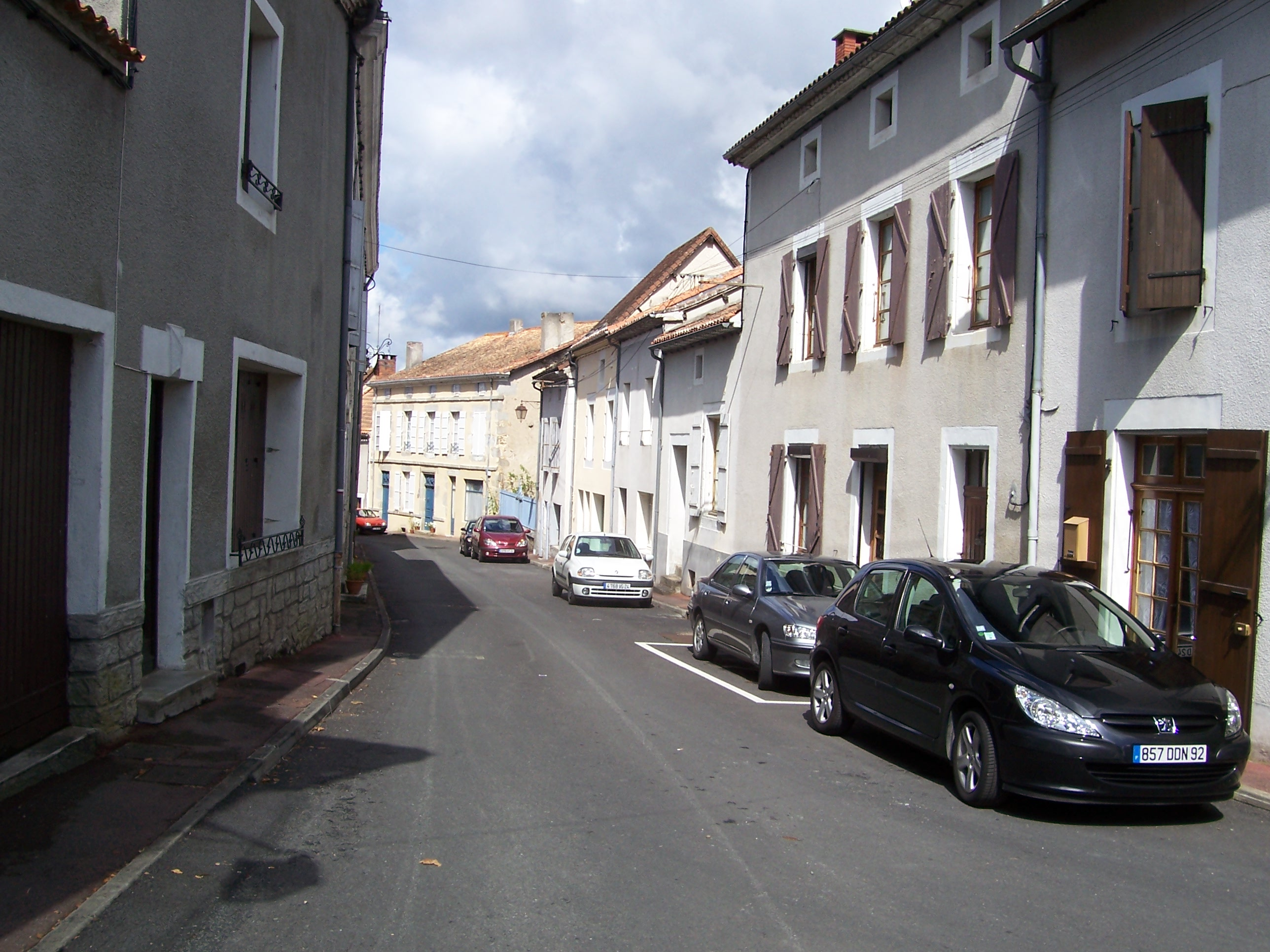
Straßenansicht
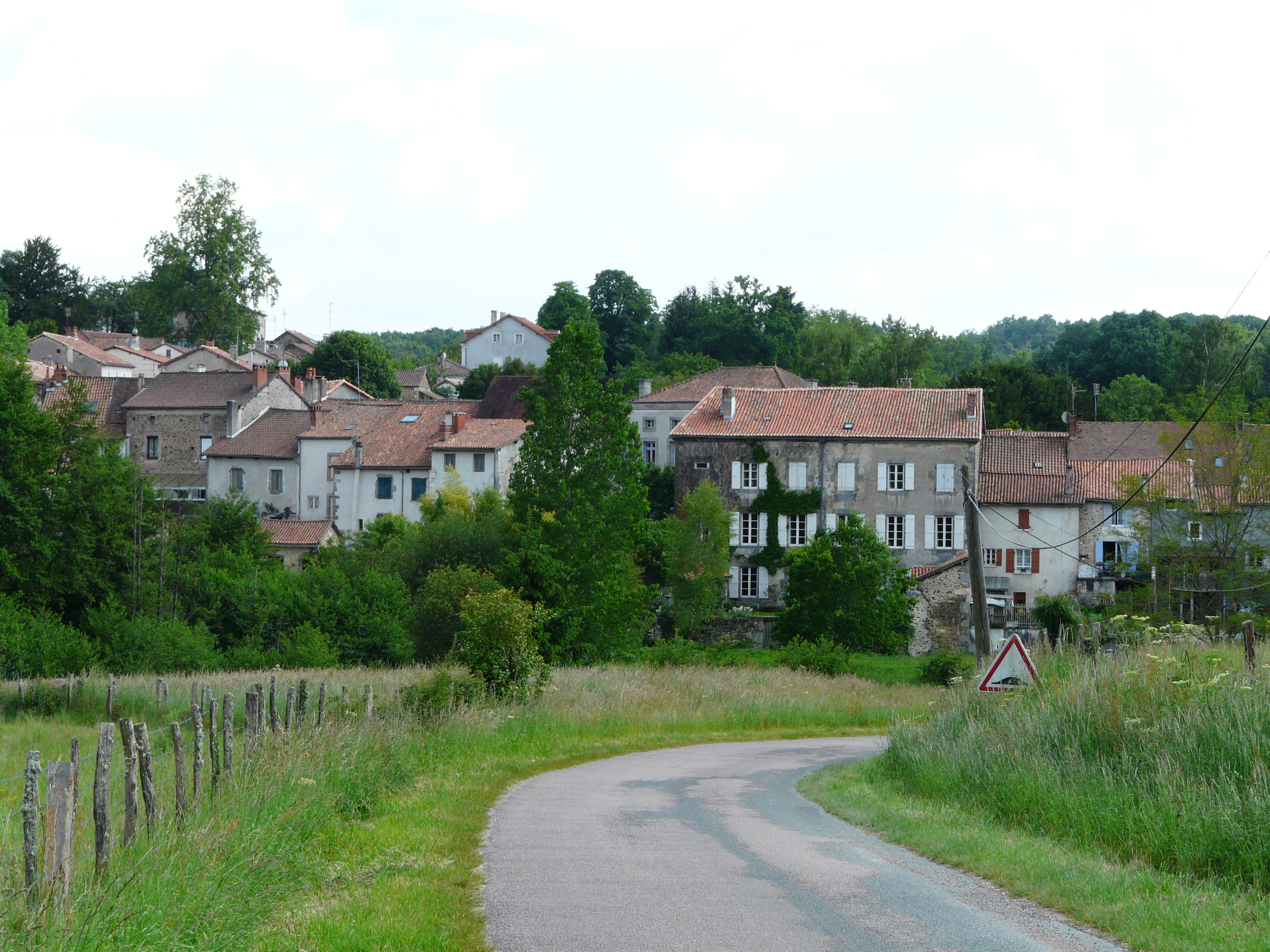
Ansicht von Nordosten
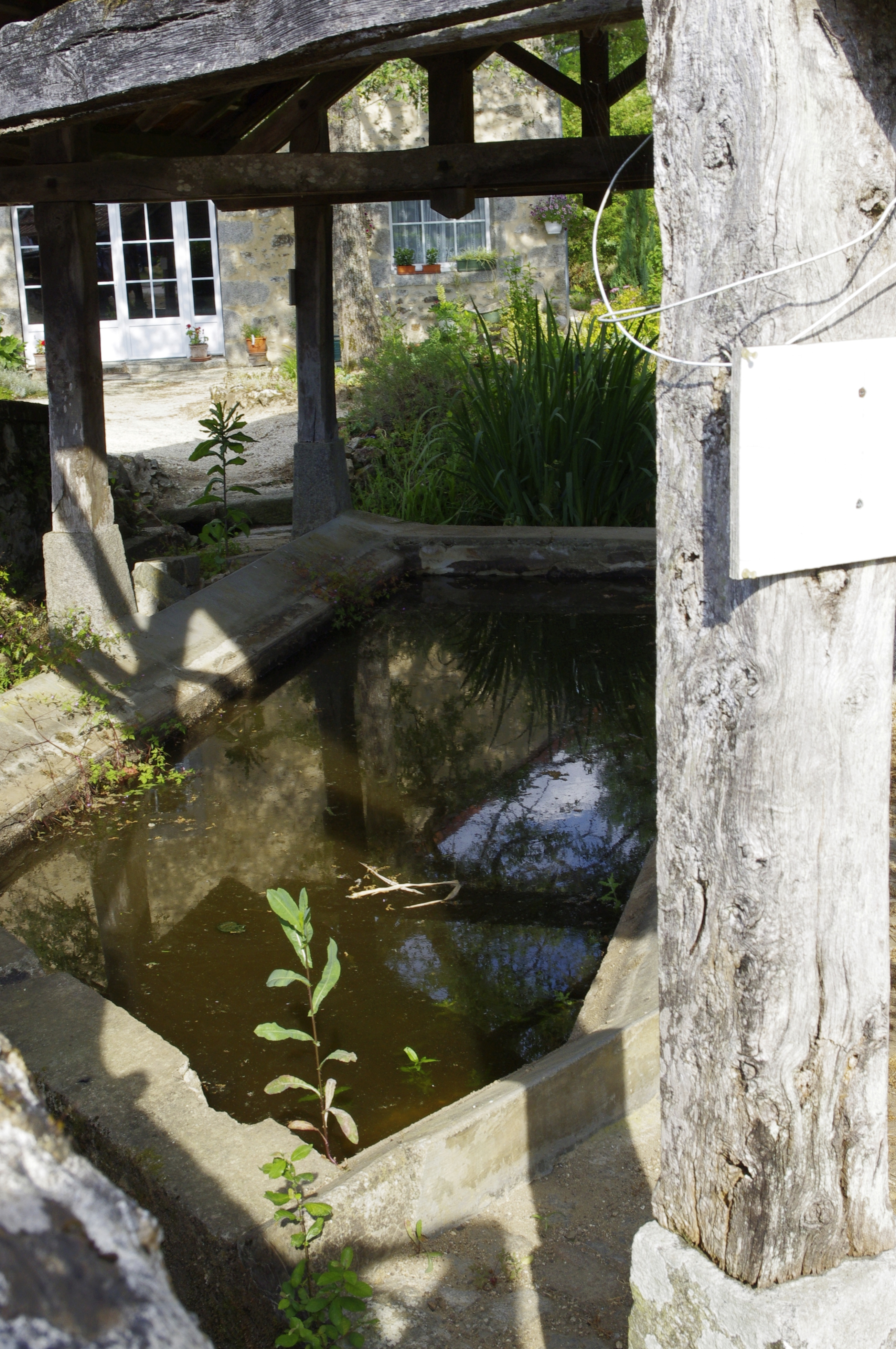
Altes Waschhaus
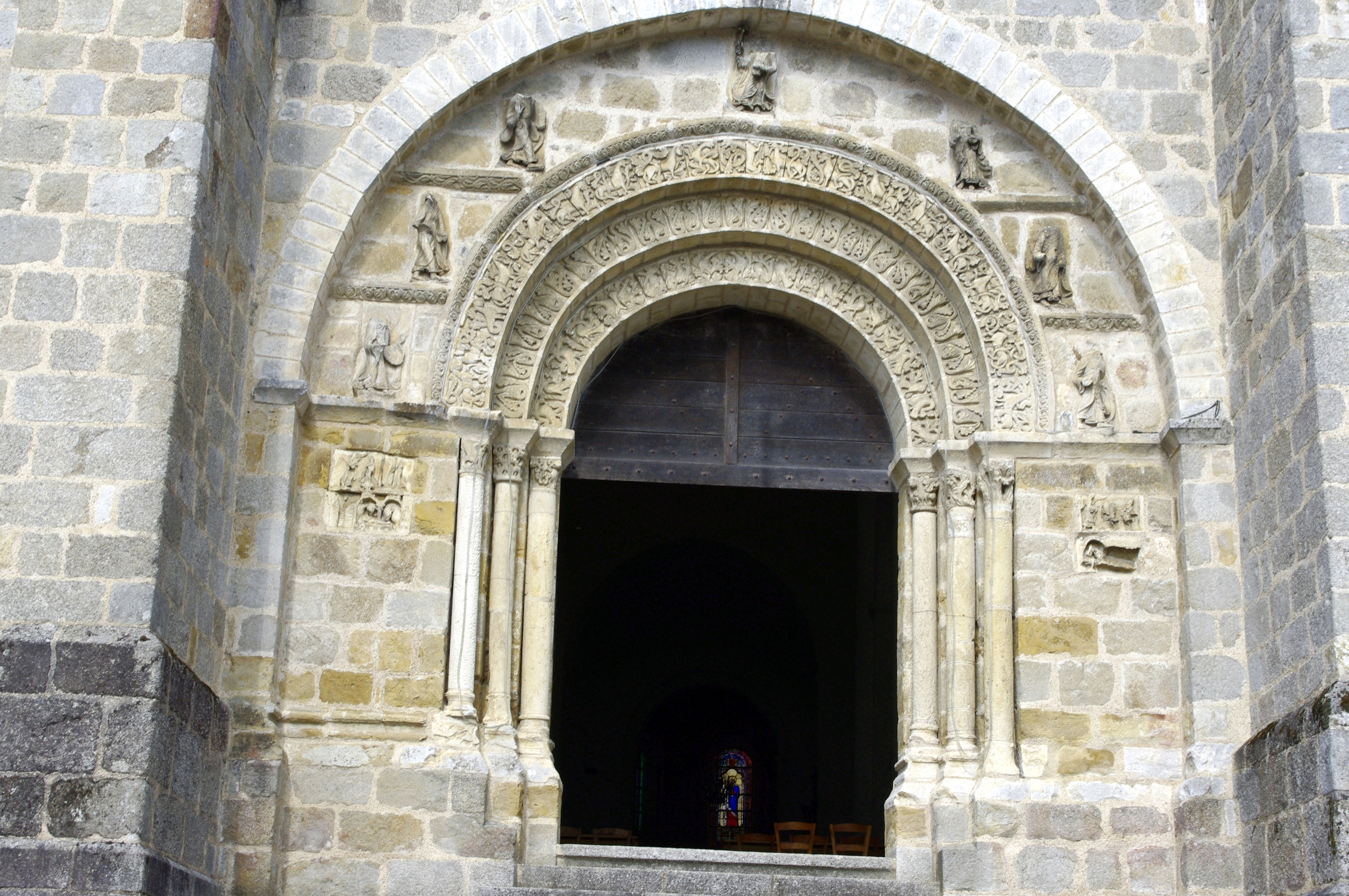
Eingangsportal von Notre-Dame-de-la-Nativité
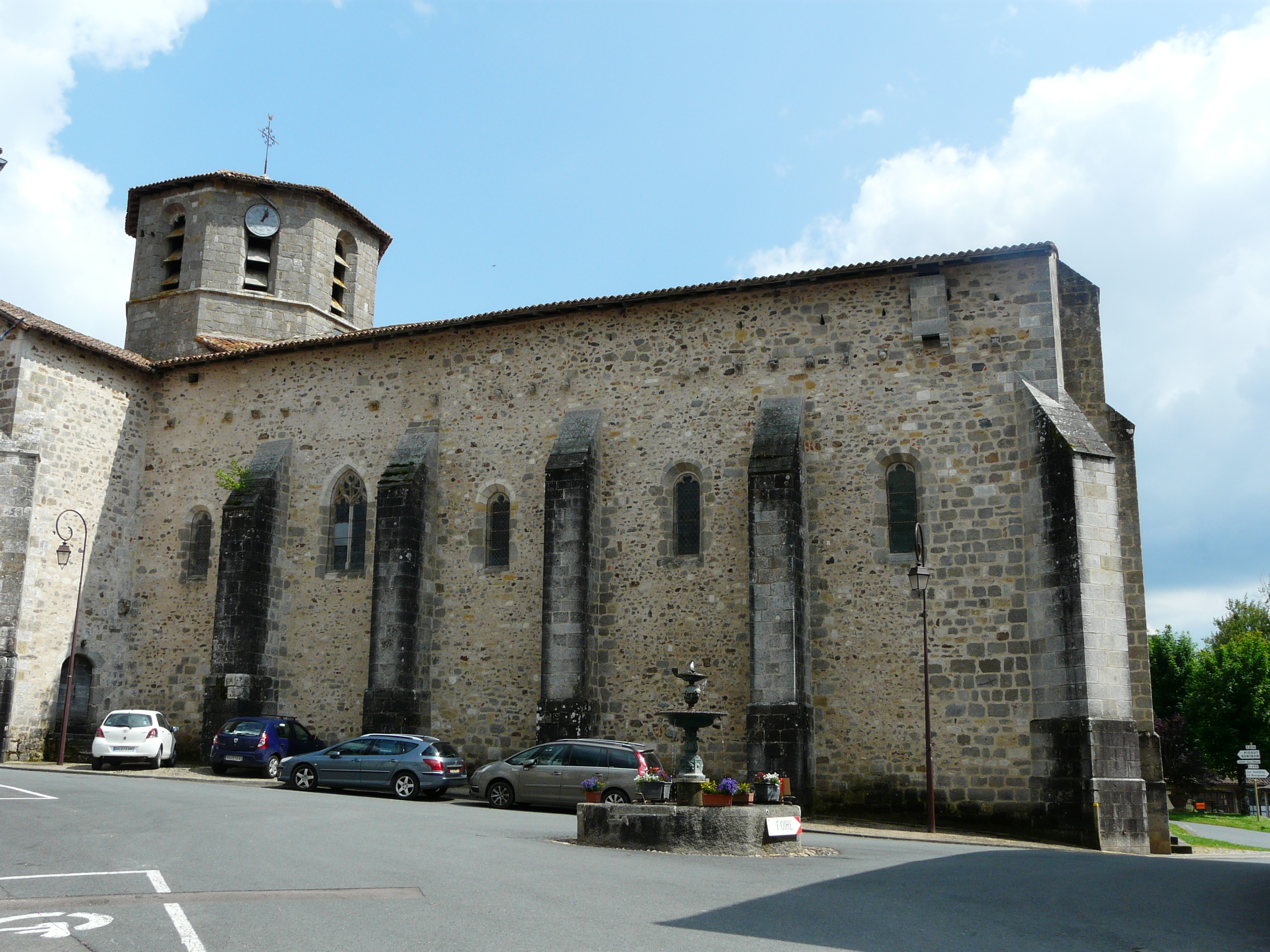
Brunnen vor Notre-Dame-de-la-Nativité
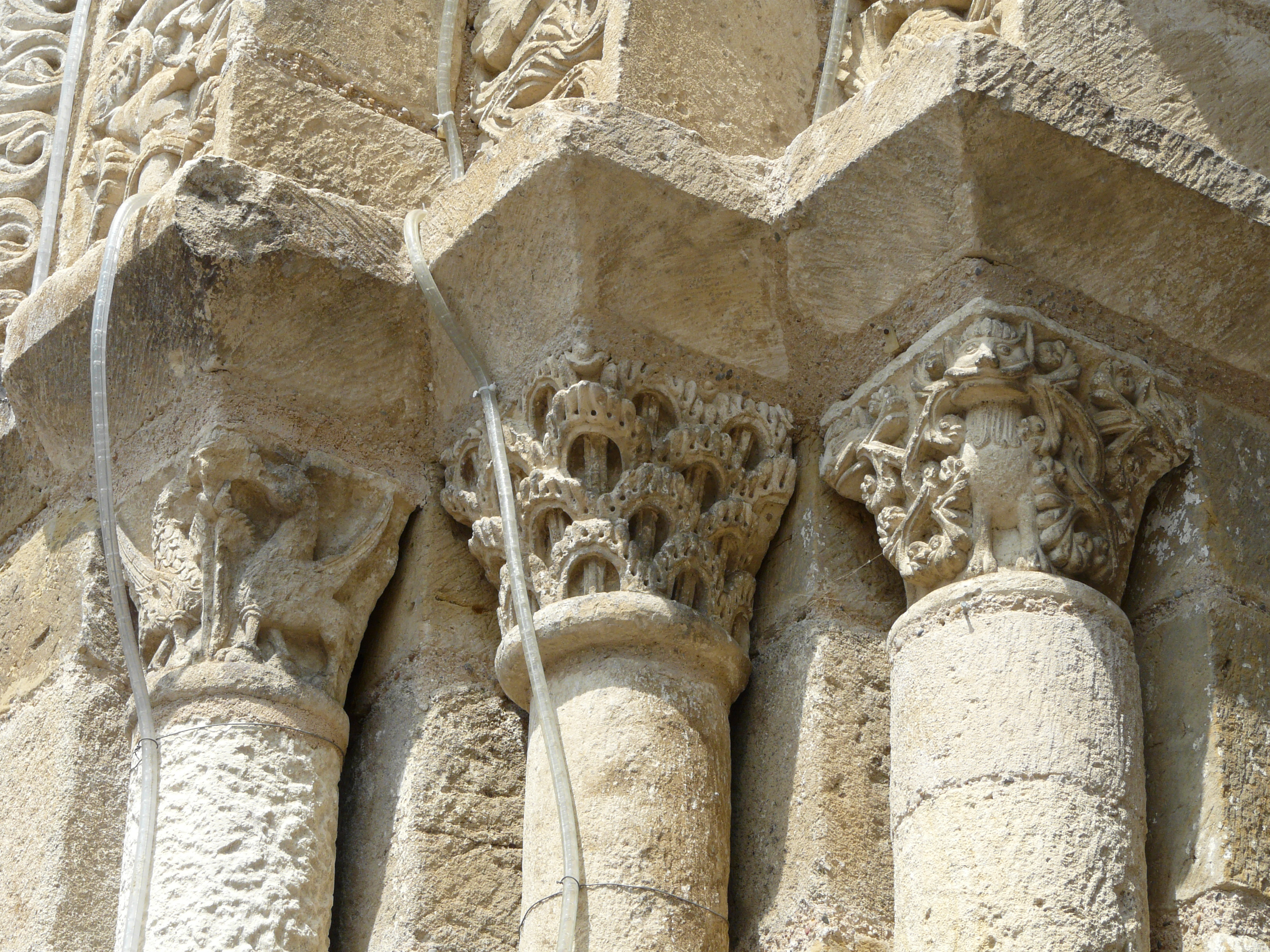
Kapitelle am Westportal
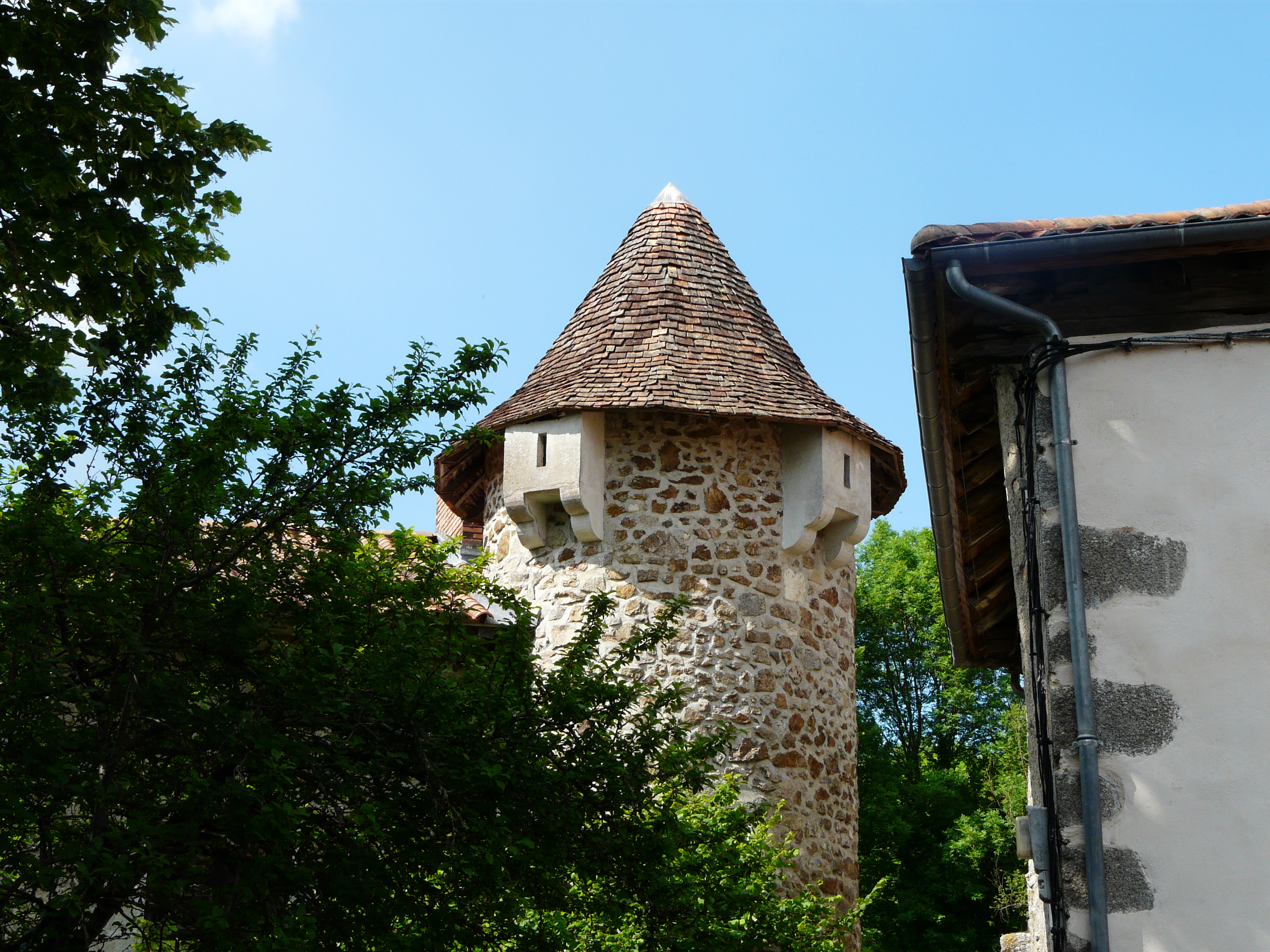
Schlossturm des Logis de Belleville
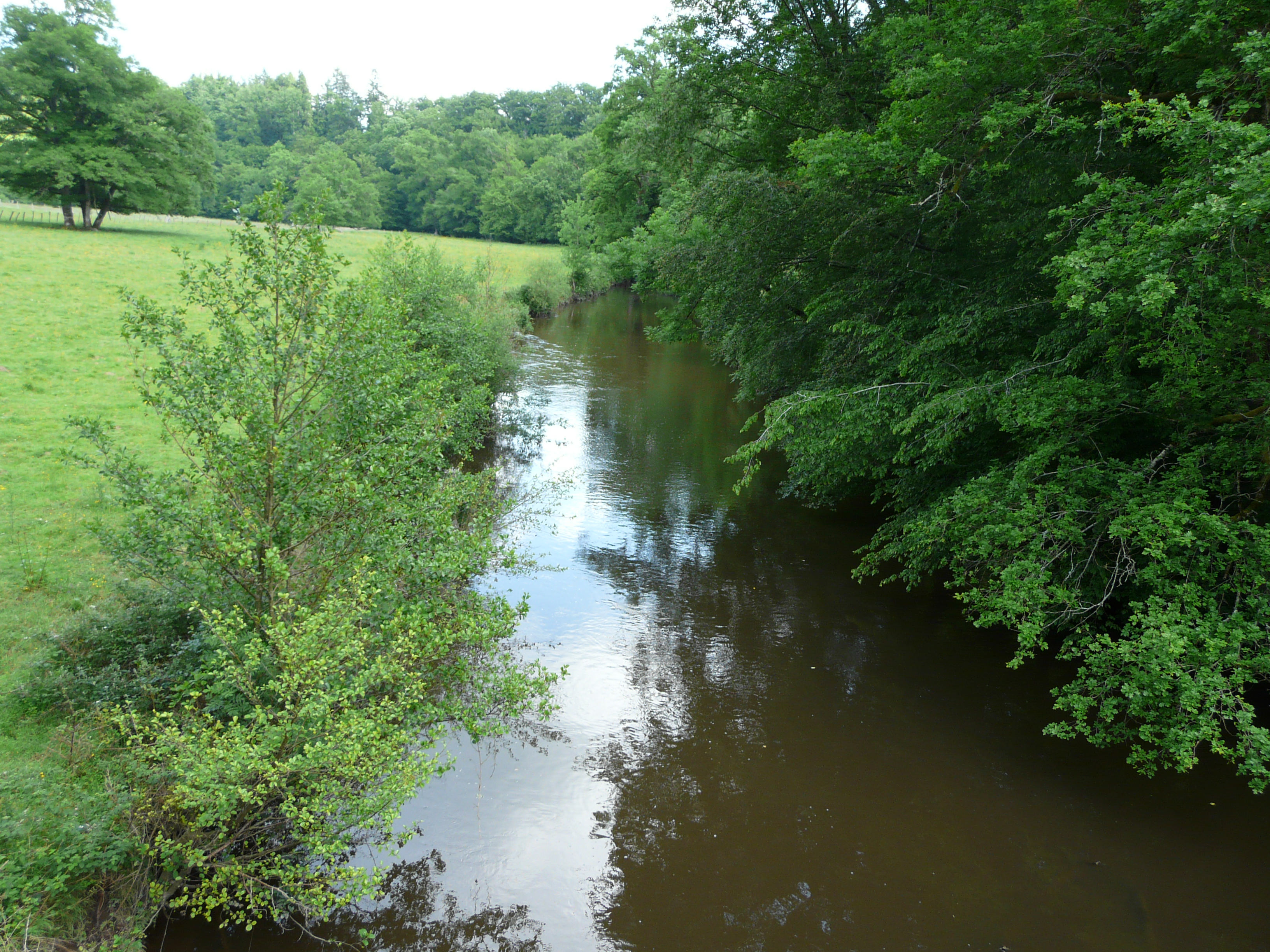
Die Tardoire nordwestlich vom Ortskern
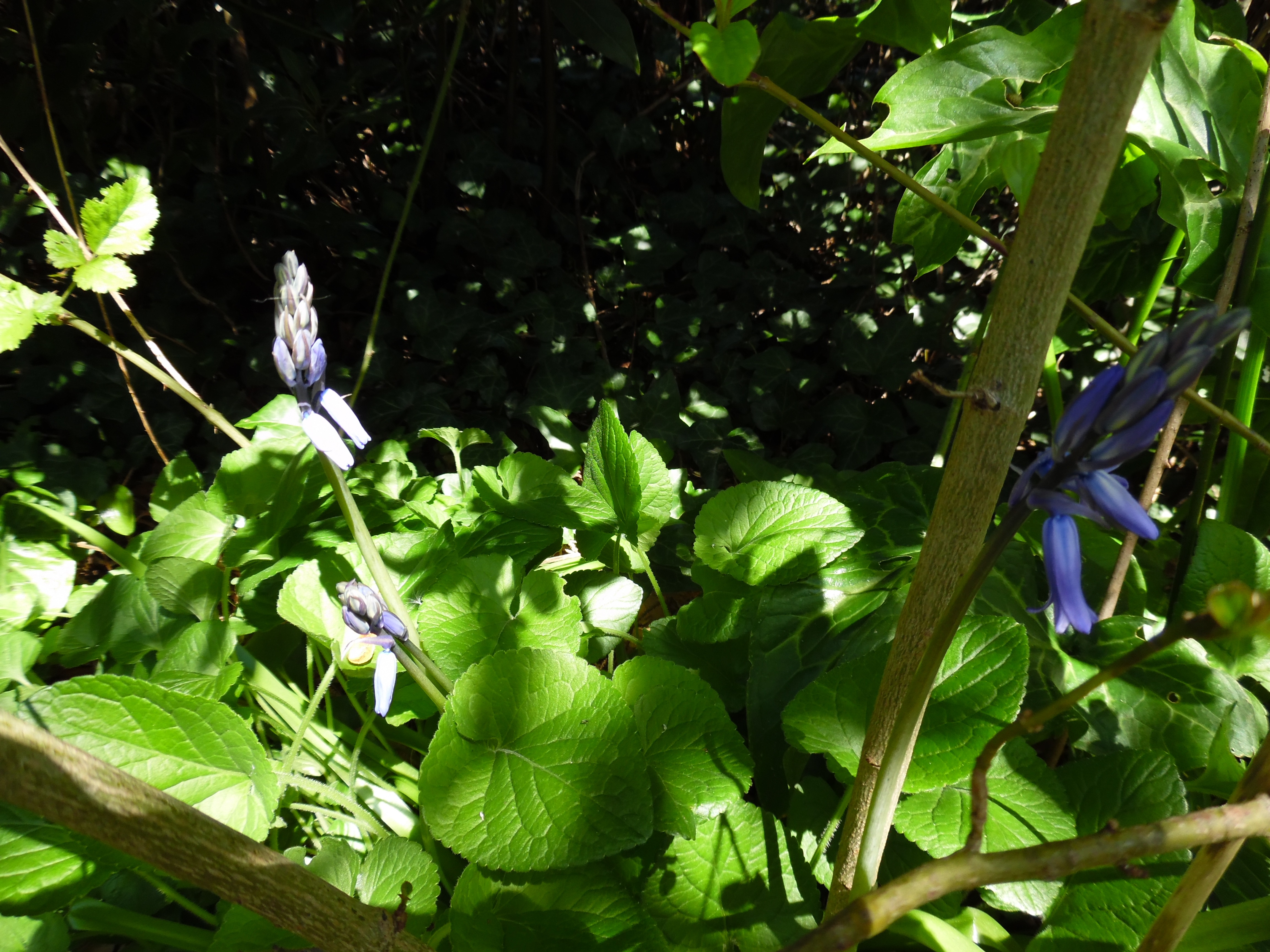
Atlantisches Hasenglöckchen Hyacinthoides non-scripta